# Дрізд каштановий
Дрізд каштановий (Turdus rubrocanus) — вид горобцеподібних птахів родини дроздових (Turdidae). Мешкає в Гімалаях і горах Центрального Китаю.

## Опис

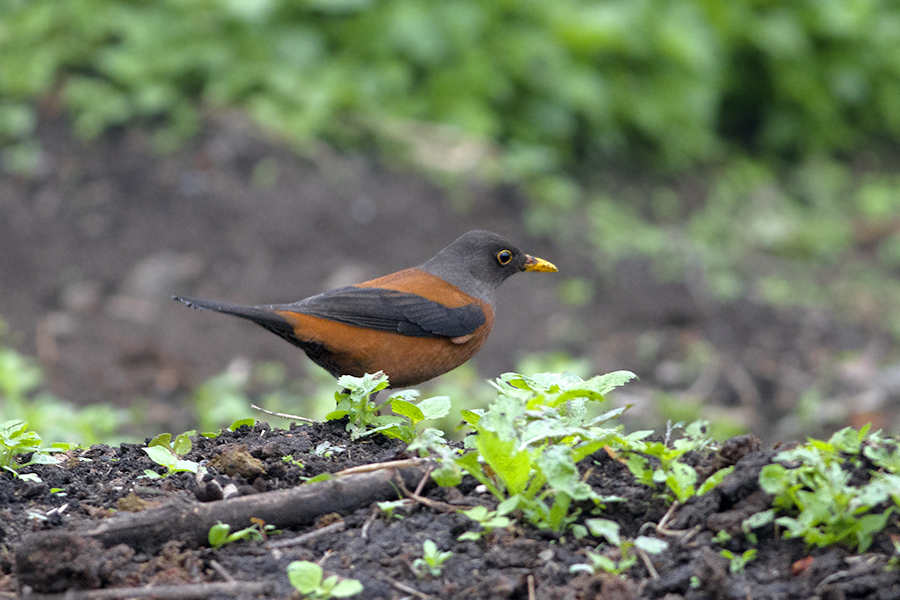
Самець каштанового дрозда (заповідник Пандолакха, Сіккім, Індія)

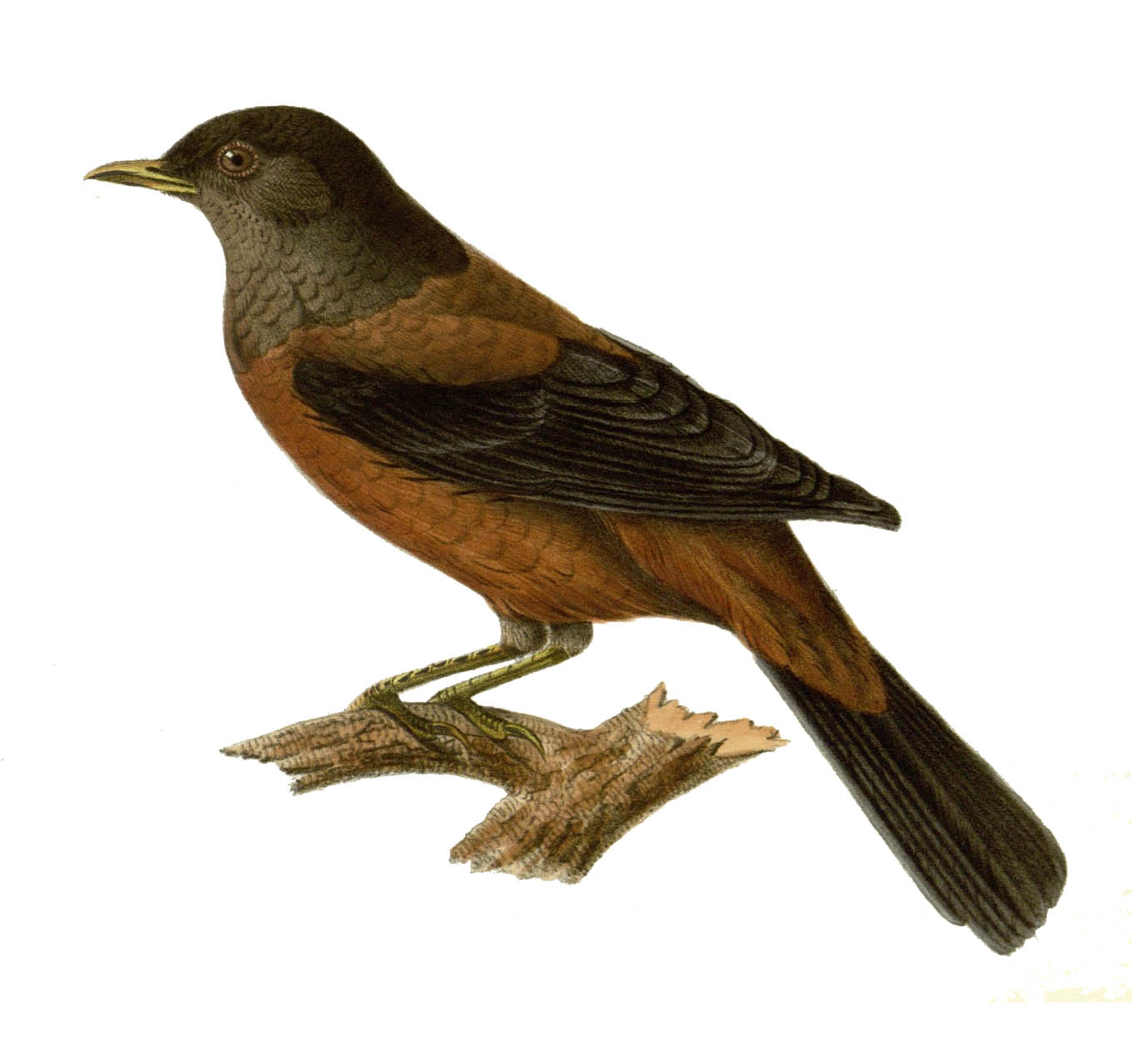
Каштановий дрізд

Довжина птаха становить 28 см, вага 84-100 г. Самці мають переважно рудувато-коричневе або каштанове забарвлення, голова у них сіра, хвіст і крила темні. У представників номінативного підвиду на грудях є блідо-сірий "комір", у представників підвиду T. r. gouldii голова більш темна, "комір" на грудях відсутній. самці мають коричнево-сіре, менш контрастне забарвлення.

## Підвиди
Виділяють два підвиди:
- T. r. rubrocanus Gray, JE & Gray, GR, 1847 — східні Гімалаї і південний Тибет;
- T. r. gouldii (Verreaux, J, 1871) — від східного Тибету до центрального і південно-західного Китаю. Взимку мігрують до Східних Гімалаїв.

## Поширення і екологія
Каштанові дрозди гніздяться в горах Афганістану, Пакистану, Північно-Західної Індії і Китаю. Китайські популяції взимку мігрують до Непалу, Сіккіму, Бутану, Північно-Східної Індії, М'янми і північного Таїланду. Каштанові дрозди гніздяться в хвойних і мішаних гірських лісах, на висоті від 1500 до 3300 м над рівнем моря, взимку мігрують у відкриті лісові масиви в долинах. Живляться комахами та їх личинками, червами, багатоніжками, равликами і ягодами. Сезон розмноження триває з травня по серпень.